# فوتر غودي
فوتر غودي (5 أغسطس 1984 بسخيدام في هولندا - ) هو لاعب كرة قدم هولندي في مركز الدفاع. لعب مع آر كي سي فالفيك وسبارتا روتردام ونادي إكسلسيور.

## وصلات خارجية
- فوتر غودي على موقع قاعدة بيانات كرة القدم.إي يو (الإنجليزية)